# Fotomuseum Den Haag

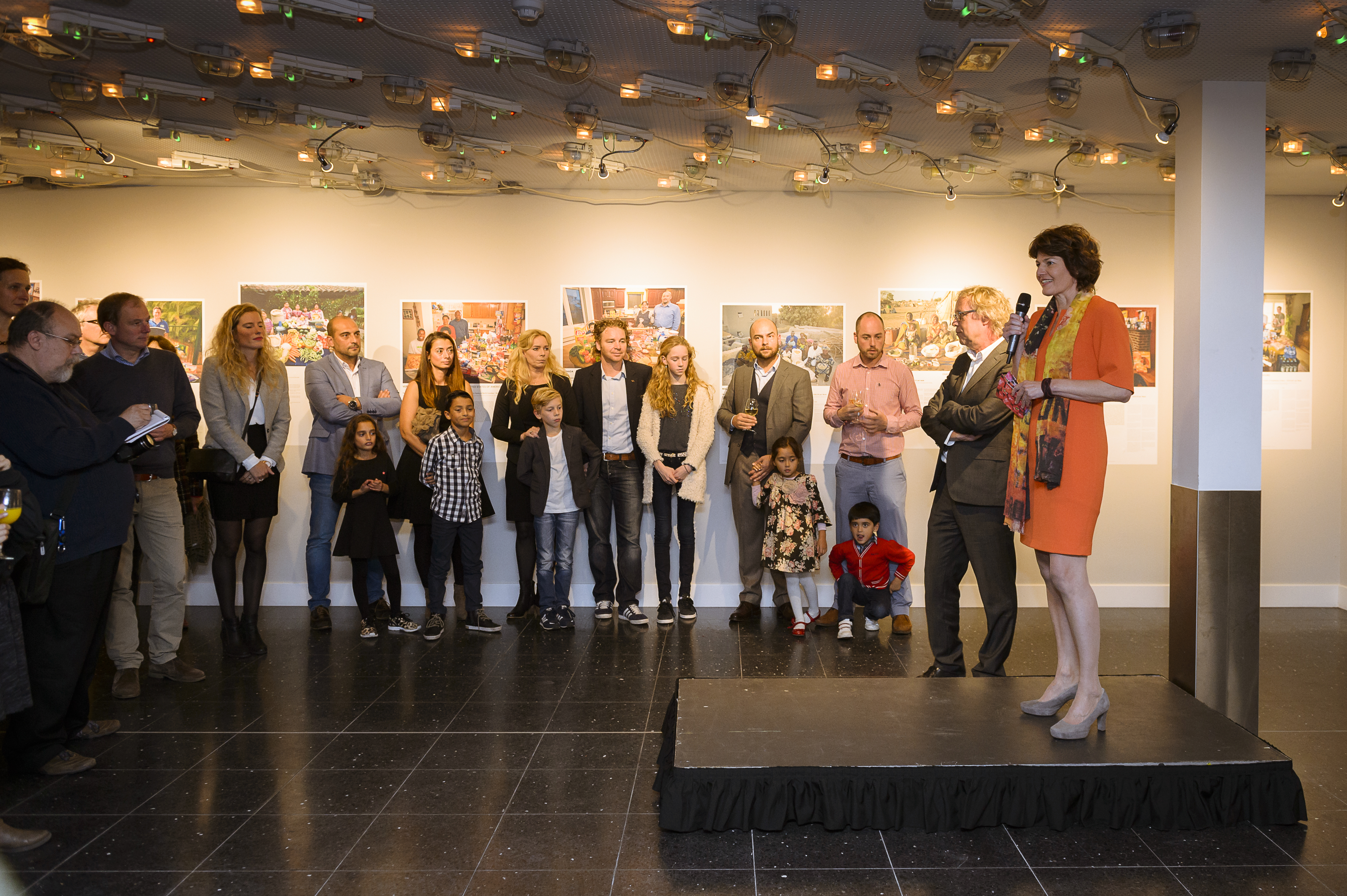
Opening van de tentoonstelling Hungry Planet in 2015 van fotograaf Peter Menzel op de benedenverdieping

Het Fotomuseum Den Haag is een museum op het gebied van fotografie in Den Haag. Het museum is opgericht in 2002 als onderdeel van het Kunstmuseum Den Haag. 

## Gebouw
Het museum bevindt zich naast het Kunstmuseum Den Haag in de Schamhartvleugel (1961-1962) naar ontwerp van de architecten Sjoerd Schamhart en J.F. Heijligers. Deze tentoonstellingsvleugel werd gebouwd als uitbreiding van het Haags Gemeentemuseum.
Het Fotomuseum is in 2016 uitgebreid van 400 naar 1.000 vierkante meter ten koste van het eveneens in het gebouw gevestigde GEM voor actuele kunst, thans KM21. Hiermee kreeg het de mogelijkheid en de ruimte om naast het werk van gevestigde namen in de fotografiewereld ook kleinere historische tentoonstellingen en het werk van veelbelovend opkomend talent te tonen.

## Tentoonstellingen
Per jaar organiseert het Fotomuseum Den Haag circa zes tentoonstellingen over de meest uiteenlopende perioden, disciplines en genres van de fotogeschiedenis, waarbij opvalt dat dikwijls het mensbeeld centraal staat.
Actuele fotografen als Desiree Dolron, Gregory Crewdson en Loretta Lux worden afgewisseld met overzichten van klassiekers als Emmy Andriesse, Edward S. Curtis en Leonard Freed. Onderbelichte en voor velen onbekende reputaties en oeuvres worden door het Fotomuseum Den Haag prominent gepresenteerd, zoals die van Gerard Fieret, Willem van de Poll en de Hollandse jaren van modefotograaf Erwin Blumenfeld. Regelmatig worden maatschappelijk relevante fotoprojecten van hedendaagse fotografen getoond, zoals de serie over het Joegoslavië-tribunaal door Friso Keuris, de intieme seksuele omgang tussen oudere mensen door Marrie Bot of de door de mens bedreigde oerlandschappen door Anja de Jong.

## Historisch overzicht tentoonstellingen

### 2002
- 14 december: officiële opening museum;
- 15 december t/m 2 maart 2003: Fotografen in Nederland, Een anthologie 1852-2002;

### 2003
- 8 maart t/m 15 juni: Mortalis, Het beeld van de dood in de fotografie;
- 21 juni t/m 14 september: Solar Section One;
- 20 september t/m 7 december: Emmy Andriesse (1914-1953), Een retrospectief;
- 13 december t/m 21 maart 2004: Edward S. Curtis (1868-1952), Sacred Legacy;
- 13 december t/m 21 maart 2004: Michelle Vignes, Indiens d’Amérique;

### 2004
- 17 januari t/m 11 april: De Donkere Camera, Werk van Michael Ackerman, Dirk Braeckman en Awoiska van der Molen;
- 27 maart t/m 13 juni: Anja de Jong, Borderland;
- 27 maart t/m 13 juni: Oliver Boberg, Sites and night sites;
- 19 juni t/m 19 september: Gerard Fieret – 80 jaar, Een retrospectief van zijn fotowerken;
- 4 september t/m 14 november: Marrie Bot, Geliefden – Timeless Love;
- 25 september t/m 2 januari 2005: Zielsverwant, Hongaarse fotografen 1914-2003;
- 20 november t/m 13 februari 2005: Mary Ellen Mark, Twins,
- 20 november t/m 13 februari 2005: Schenking Wally Elenbaas;

### 2005
- 26 februari t/m 16 mei: Desiree Dolron, Overzichtstentoonstelling;
- 28 april t/m 22 mei: De bevrijding van Den Haag. 20 foto’s van J.J.M. van Santen;
- 21 mei t/m 21 augustus: Helena van der Kraan, Overzichtstentoonstelling;
- 27 mei t/m 13 november: Ruud van der Peijl, Portraits of State;
- 19 november t/m 5 februari 2006: Willem van de Poll (1895-1970), Overzichtstentoonstelling;
- 3 december 2005 t/m 2 april 2006: Friso Keuris, Reportage Joegoslavië Tribunaal;

### 2006
- 11 februari t/m 2 april: Dirk de Herder, Promised Gift;
- 11 februari t/m 28 mei: Loretta Lux, Overzichtstentoonstelling;
- 3 juni t/m 3 september: Evelyn Hofer, Overzichtstentoonstelling;
- 8 juli t/m 8 oktober: Days at the Parade. Foto’s van Koos Breukel, Corb!no, Annaleen Louwes, Hans Wilschut & Joyce van Tienen;
- 9 september t/m 26 november: Erwin Blumenfeld, Zijn Hollandse jaren 1918-1936;
- 2 december t/m 25 februari 2007: Gregory Crewdson, Retrospectief 1985-2005;

### 2007
- 17 februari t/m 20 mei: Zilveren Camera 2006, Prijzen voor de Nederlandse Persfotografie;
- 2 maart t/m 1 april: Fotoprijs Verbond van Verzekeraars 2007, ‘Living Apart, Living Together’;
- 7 april t/m 17 juni: De vele gezichten van Isabelle Huppert;
- 26 mei t/m 7 oktober: Drie Australische fotografen: Bill Henson, Tracey Moffatt & Anne Zahalka (in GEM);
- 23 juni t/m 30 september: Koos Breukel, Onder fotografen;
- 6 oktober t/m 13 januari 2008: Leonard Freed, Worldview;

### 2008
- 19 januari t/m 16 maart: Zilveren Camera 2007;
- 21 maart t/m 22 juni: Van Zoetendaal Collections;
- 27 maart t/m 5 mei: Fotoprijs Verbond van Verzekeraars / Nikon 2008: ‘Een Schitterend Ongeluk’;
- 28 maart t/m 29 juni: Yuri Rost, Mensen zoals door hem gezien en beschreven (in GEM);
- 5 april t/m 29 juni: Michael Najjar, Augmented realities (in GEM);
- 9 mei t/m 29 juni: Hanne van der Woude, Mc1R - Natuurlijk rood haar;
- 28 juni t/m 21 september: Empty Paradise, Internationale groepstentoonstelling met o.a. Anna Malagrida, Keith Carter, Gayatri Subramanian, Ani & Nare Eloyan, Laurence Demaison, Géraldine Jeanjean
- 12 juli t/m 9 november: Martin Eder, De armen (in GEM);
- 27 september t/m 18 januari 2009: Erwin Olaf, Rain Hope Grief & Fall;

### 2009
- 18 januari t/m 15 maart: Zilveren Camera 2008;
- 24 januari t/m 19 april: Man Ray, Zorgeloos maar niet onverschillig;
- 25 april t/m 30 augustus: Paolo Ventura - Jasper de Beijer, Fabulous Fictions;
- 5 september t/m 20 september: The Photo Academy Award 2009;
- 24 september t/m 10 januari 2010: Sally Mann, The Family and the Land;
- 7 november t/m 17 januari 2010: Ad van Denderen, Document Nederland: Vechters en vredestichters;

### 2010
- 23 januari t/m 18 april: Fotografie! Een Bijzondere Collectie van de Universiteit Leiden;
- 24 januari t/m 7 maart: Zilveren Camera 2009;
- 24 april t/m 22 augustus: Marco van Duyvendijk, Eastward Bound;
- 28 augustus t/m 26 september: The Photo Academy Award 2010;
- 2 oktober t/m 9 januari 2011: Gerard Fieret - Tichý – Heyboer. "Het onvermoeibaar epos";

### 2011
- 22 januari t/m 27 februari: Zilveren Camera 2010;
- 15 januari t/m 17 april: Julian Schnabel, Polaroids;
- 23 april t/m 4 september: Emiel van Moerkerken, Retrospectief;
- 10 september t/m 9 oktober: The Photo Academy Award 2011;
- 15 oktober t/m 15 januari 2012: Gare du Nord, Nederlandse fotografen in Parijs 1900-1968;

### 2012
- 21 januari t/m 25 februari: Zilveren Camera 2011;
- 3 maart t/m 20 mei: Pieter Hugo, 'This Must Be The Place' - Selected Works 2003-2011;
- 26 mei t/m 2 september: Antoine D’Agata, Anticorps;
- 8 september t/m 7 oktober: The Photo Academy Award 2012;
- 13 oktober t/m 13 januari 2013: Arnold Newman (1918-2006), Masterclass;

### 2013
- 19 januari t/m 3 maart: Zilveren Camera 2012;
- 16 maart t/m 25 augustus: Ja Natuurlijk, Hoe kunst de wereld redt;
- 7 september t/m 12 januari 2014: Koos Breukel, Me We - The Circle of Life;
- 13 september t/m 26 januari 2014: Cartooning for Peace;

### 2014
- 25 januari t/m 6 april: Zilveren Camera 2013; Beste persfoto van 2013;
- 12 april t/m 7 september: Johan Nieuwenhuize, IMG;
- 12 april t/m 29 juni: Margaret Bourke-White, Beslissende momenten 1930-1945;
- 5 juli t/m 12 oktober: De stad, de stilte en het gedruis, Werk van: Karl Hugo Schmölz, Ed van der Elsken, Lee Friedlander, Henry Wessel, Lewis Baltz, Mitch Epstein, Martin Parr, Marnix Goossens en Larry Sultan;
- 13 september t/m 11 november: UNEARTH, Gemeentemuseum gastheer voor VN-tentoonstelling UNEARTH;
- 18 oktober t/m 11 januari 2015: Paul Kooiker, Nude Animal Cigar;
- 23 november t/m 14 december: Dirk den Herder (1914-2003);
- 19 december t/m 26 april 2015: Tryntsje Nauta, Oranjekoek;

### 2015
- 24 januari t/m 8 maart: Zilveren Camera 2014; Beste persfoto van 2014;
- 21 maart t/m 16 augustus: 1-2-3-4, Anton Corbijn 60 jaar;
- 30 mei t/m 18 oktober: Otto Snoek, Florencia – Huiskamer van de stad;
- 29 augustus t/m 29 november: Hellen van Meene, The Years Shall Run Like Rabbits;
- 17 oktober t/m 28 februari 2016: Peter Menzel & Faith D'Aluisio, Nederland aan tafel (The Dutch at table), Hungry Planet;
- 5 december t/m 13 maart 2016: Boeren; Avonturen op het land (Het boerenleven in de Nederlandse fotografie vanaf 1885);

### 2016
- 19 maart t/m 26 juni: Robin de Puy, If this is true... 10.000 km door Amerika op een motor;
- 19 maart t/m 4 september: KOFFIE? Geurige vooraf-momenten door Ivo van der Bent;
- 2 juli t/m 18 september: ARNO NOLLEN Just;
- 15 september t/m 5 maart 2017: T-shirt types. Op de rug gezien door Susan Barnett;
- 17 december t/m 26 februari 2017: Nacht ontwaakt / Night Wakens (Klaus Baumgärtner, Carel Blazer, Ayzel Bodur, Desiree Dolron, Vojta Dukát, Marco van Duyvendijk, Bruno van den Elshout, Ed van der Elsken, Gilbert Fastenaekens, Gerard Fieret, Leonard Freed, Nan Goldin, Dirk de Herder, Evelyn Hofer, Koo Jeong A, Gerry Johansson, Johan van der Keuken, Helena van der Kraan, Raymond Meeks, Emiel van Moerkerken, Awoiska van der Molen, Max Natkiel, Alewijn Oostwoud Wijdenes, Willem van der Poll, Eddy Posthuma, Margot Rood, Karl Hugo Schmölz, Dougie Wallace, Gerard Wessel, Michael Wolf);
- 17 december t/m 26 februari 2017: Lara Gasparotto, Ask the dusk;
- 17 december t/m 7 mei 2017: Werner Bischof, Standpunten / Point of view;

### 2017
- 4 maart t/m 11 juni: Pierre Gilliard, De laatste dagen van de Romanovs;
- 4 maart t/m 11 juni: Mariken Wessels, I'm OK - You're OK;
- 20 mei t/m 10 september: Gameboycameraman;
- 20 mei t/m 10 september: Monika Dahlberg, Paradise Regained;
- 21 mei t/m 10 september: Gerard Fieret, Mislukte foto's bestaan niet - There are no failed photographs;
- 17 juni t/m 15 oktober: Peter Hujar, Speed of Life;
- 23 september t/m 7 januari 2018: Hans Eijkelboom, Identiteiten 1970-2017;
- 21 oktober t/m 14 januari 2018: Bieke Depoorter, As It May Be;
- 21 oktober t/m 22 april 2018: Fotografie en vorm;

### 2018
- 20 januari: i t/m 22 april: Michael Wolf, Life in Cities;
- 20 januari t/m 2 september: Duizend woorden zeggen meer dan deze foto's;
- 28 april t/m 2 september: Jan Banning, Retrospectief 1981-2018;
- 28 april t/m 9 september: Alphons Hustinx, Perspectief van een reiziger;
- 28 april t/m 9 september: Dirk Komen toont Tonnis Post;
- 15 september t/m 3 februari 2019: Klaus Baumgärtner, Sequence;
- 15 september t/m 3 februari 2019: Lauren Greenfield, Generation Wealth;

### 2019
- 9 januari t/m 1 september: Hipster/Muslim; Schilderswijk/Den Haag;
- 9 februari t/m 12 mei: Isabella Rozendaal, Isabella hunts;
- 25 mei t/m 1 september: Marwan Bassiouni, New Dutch Views;
- 25 mei t/m 1 september: Gerco de Ruijter, Grid Corrections;
- 16 februari t/m 16 juni: Erwin Olaf;
- 29 juni t/m 22 september: Ute Mahler & Werner Mahler, Voorbij de grenzen van de DDR;
- 7 september t/m 8 december: Fotografie wordt Kunst; Photo-Secession in Holland 1890-1937;
- 7 september t/m 1 november 2020: De soep van Daguerre;
- 5 oktober t/m 5 januari 2020: Richard Learoyd, De magie van de camera obscura;
- 1 november t/m 29 februari 2020: Groeten van het rode autootje/We mogen niet klagen;
- 14 december t/m 22 maart 2020: Onverwachte ontmoetingen; Schenkingen aan de collectie 2002-2019;

### 2020
- 18 januari t/m 23 augustus: Eddy Posthuma de Boer, De eerste foto van God;
- 1 juni t/m 1 november: Helena van der Kraan, Beer & Teddy;
- 1 juni t/m 25 oktober: De soep van Daguerre;
- 7 november t/m 3 oktober 2021: Popel Coumou, Papier en licht;

### 2021
- 16 januari t/m 3 oktober: Jeroen Toirkens & Jelle Brandt Corstius, Borealis - Life in the Woods;
- 16 oktober t/m 6 maart 2022: De wereld volgens Roger Ballen;

### 2022
- 19 maart t/m 19 juni: Jeroen Hofman, Eiland;
- 19 maart t/m 14 augustus: Robert Knoth en Antoinette de Jong, Tree and Soil;
- 30 april t/m 14 augustus: Hommage aan Paul Blanca;
- 2 juli t/m 13 november: Ouders
- 20 augustus t/m 8 januari 2023: W.F. Hermans, Vrij belangrijke foto's;
- 20 augustus t/m 8 januari 2023: Rein Jelle Terpstra, Donkere Duinen;
- 26 november t/m 26 maart 2023: Judith Joy Ross, Overzichtstentoonstelling;
- 9 december t/m 19 maart 2023: Cheers, Chantal Rens;

### 2023
- 14 januari t/m 21 mei: Strike a Pose, Mondriaan en fotografie;
- 14 januari t/m 21 mei: Arko Datto, Koningen van een beroofd land;
- 25 maart t/m 31 augustus: Nico Laan, Tijdelijke Tekeningen;
- 8 april t/m 6 augustus: School, Verliefd, verveeld, verslapen;
- 27 mei t/m 22 oktober: Collectie Ophof, Over fotografie gesproken;
- 27 mei t/m 22 oktober: Xiaoxiao Xu, Leven langs de lange muur;
- 19 augustus t/m 26 november: Vrouwen aan het front, Fotografie van Lee Miller tot Anja Niedringhaus;
- 28 oktober t/m 17 maart 2024: Suzanne Schols, Lobby - Between Green Deals and Ideals;
- 9 december t/m 17 maart 2024: Rob Hornstra, Ordinary People;

### 2024
- 30 maart t/m 18 augustus; Boris Mikhailov, Oekraïens dagboek;
- 12 april t/m 11 augustus; Laura Hospes, Skin Ego;
- 18 mei t/m 13 oktober; Alex Blanco, Meat, Fish & Aubergine Caviar;
- 17 augustus t/m 1 december; MAN, Portretten uit de Collectie;
- 30 augustus t/m 1 december; Lisa Barnard, The Canary and the Hammer;
- 30 augustus t/m 5 januari 2025; Chris Killip, Retrospectief;
- 14 december t/m 12 oktober 2025; Moerwijk forever;

### 2025
- 18 januari t/m 5 mei: I'm So Happy You Are Here - Japanse vrouwelijke fotografen van de jaren '50 tot nu;
- 18 januari t/m 5 mei: Marleen Sleeuwits - Enter the Cube;
- 17 mei t/m 28 september; Lucas Foglia; vlindervlucht;
- 17 mei t/m 28 september; Randa Mirza; BEIRUTOPIA;

## Jaarlijkse fotoprijs
Aan het museum was van 2006 tot 2015 een belangrijke jaarlijkse fotoprijs verbonden: de Zilveren Camera voor persfotografie in Nederland. Van 2009 tot 2013 was ook The Photo Academy Award verbonden aan het Fotomuseum Den Haag.

## Organisatie
Het Fotomuseum Den Haag is onderdeel van het Kunstmuseum Den Haag. Directeur is Margriet Schavemaker, zakelijk directeur is Paul Broekhoff en conservatoren van het fotomuseum zijn Willemijn van der Zwaan en Iris Sikking.